# Râul Bedeni
Râul Bedeni este un curs de apă, afluent al Pârâului Mare. 

## Hărți
- Harta județului Mureș
- Harta zonei Miercurea Nirajului  Arhivat în 24 ianuarie 2007, la Wayback Machine.